# Одесский детский трамвай
Одесский детский трамвай — транспортная система в городе Одесса (Украина), существовавшая в 1956—1960 годах, нечто среднее между детской железной дорогой и городским трамваем (в СССР подобные системы существовали также в Ростове-на-Дону и в городе Шахты).
Одесский детский трамвай представлял собой путь длиной 520 метров (ширина колеи 1000 мм) с одной станцией и одним вагоном бельгийской постройки. Расположен был в парке имени Шевченко. Уже в 1963 году был полностью демонтирован.